# Erysimum rhodium
Erysimum rhodium är en korsblommig växtart som beskrevs av Sven E. Snogerup. Erysimum rhodium ingår i släktet kårlar, och familjen korsblommiga växter. Inga underarter finns listade i Catalogue of Life.